# 徐胤昇
徐胤昇（？—？），浙江紹興府上虞縣人，軍籍，明朝政治人物。

## 生平
崇禎元年（1628年）戊辰科二甲第二十四名進士。任順德府知府，八年（1635年）調興化府知府。